# Rodnei

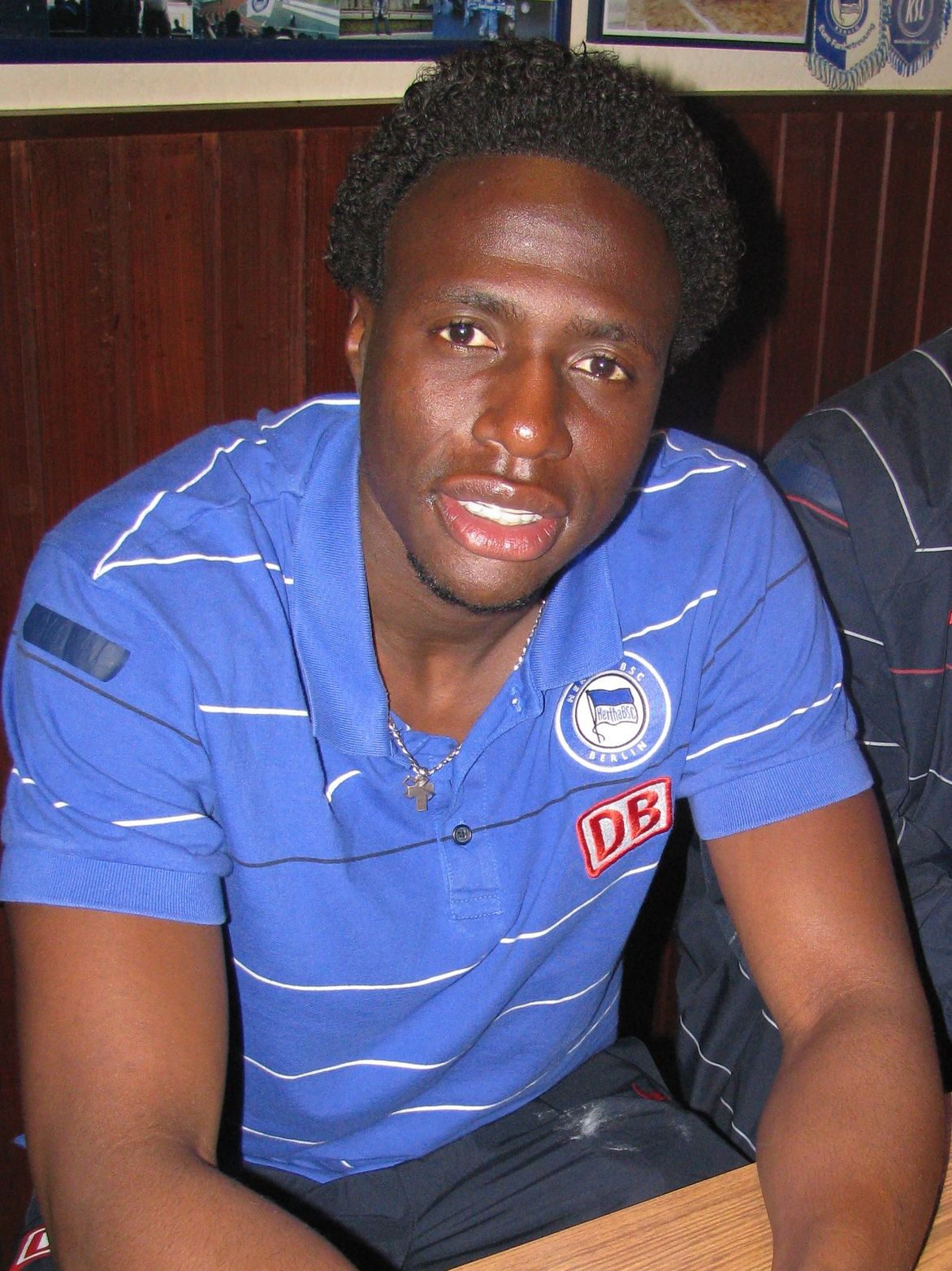
Rodnei bei Hertha BSC (2009)

Rodnei Francisco de Lima (* 11. September 1985 in São Paulo), bekannt als Rodnei, ist ein brasilianischer Fußballspieler.

## Karriere
Der 1,94 Meter große Innenverteidiger, der auch links und rechts in der Viererkette eingesetzt werden kann, wechselte im April 2006 von seinem Jugendverein CA Juventus nach Litauen zum FC Vilnius. Als er diesen Verein im August 2007 verließ, sicherte sich der brasilianische Verein Pão de Açúcar EC aus Rio de Janeiro die Transferrechte an Rodnei, um ihn dann nach Polen zu Jagiellonia Białystok zu verleihen, für die er ein halbes Jahr lang spielte und bei jedem seiner elf Einsätze in der Startelf stand. Nach sechs Monaten in Polen verließ er den Verein im Dezember 2007 und absolvierte ein Probetraining bei Hertha BSC. Der Verein sah aber von einer sofortigen Verpflichtung ab, sodass Rodnei nach Brasilien zurückkehrte. Nach einem halben Jahr ohne Verein wurde er zur Saison 2008/09 schließlich von Hertha BSC verpflichtet. Rodnei erhielt einen bis 2009 laufenden Vertrag mit vereinsseitiger Option auf zwei weitere Jahre. Sein Bundesliga-Debüt gab er am 14. Februar 2009 beim 2:1-Heimsieg gegen den FC Bayern München, bei dem er als linker Außenverteidiger in der Startelf stand.
Zur Saison 2009/10 wechselte Rodnei zunächst auf Leihbasis für ein Jahr zum Zweitligisten 1. FC Kaiserslautern. Im April 2010 wurde er fest verpflichtet. Mit den Pfälzern stieg er 2010 in die Bundesliga auf. Im Oktober 2010 unterzog er sich einer Leistenoperation, hatte aber bald nach der Genesung wieder seinen Stammplatz in der Innenverteidigung neben Martin Amedick inne.
Am 31. August 2012 wechselte Rodnei nach Österreich zum FC Red Bull Salzburg. Im Februar 2015 unterschrieb er einen Vertrag bei RB Leipzig in der 2. Bundesliga. Zur Saison 2015/16 wechselte er zum Zweitligakonkurrenten TSV 1860 München. Sein Vertrag wurde im Februar 2017 in beiderseitigem Einvernehmen aufgelöst.
Im Januar 2018 kehrte er zurück nach Österreich, wo er zum Zweitligisten FC Blau-Weiß Linz wechselte. Nach der Saison 2017/18 verließ er BW Linz. Nach einer Saison ohne Verein wechselte er zur Saison 2019/20 zurück nach Deutschland zum SSV Jahn Regensburg, für dessen Futsalteam er zum Einsatz kam. Im September 2019 wurde bekannt, dass Rodnei ein Comeback in Österreich beim fünftklassigen SV Anthering plante. Im Jänner 2020 wurde er schließlich bei den Flachgauern gemeldet und trat bis 2025 in unregelmäßigen Abständen für diese in Erscheinung. Im Juli 2025 wechselte Rodnei schließlich zum Landesligisten ATSV Salzburg in die Landeshauptstadt.

## Familie
Während seiner Zeit in Anthering holte er im Jahr 2021 seinen Neffen Gabriel Francisco Da Silva Lima (* 2002) nach Österreich. Nachdem dieser zuerst beim SV Anthering gespielt hatte, setzte er seine Karriere ab Sommer 2022 beim FC Pinzgau Saalfelden in der Regionalliga Salzburg fort und wechselte bereits in der nachfolgenden Winterpause innerhalb der Liga zum SV Kuchl. Seit Sommer 2023 ist Gabriel Lima im portugiesischen Amateurfußball aktiv. Nach einer Saison beim Condor Sport Club spielt er seit Sommer 2024 für Desportivo de Monção.

## Erfolge
- Österreichischer Meister: 2013/14
- Österreichischer Cupsieger:  2013/14